# アリス・ラングリー・シェ
アリス・ラングリー・シェ（Alice Langley Hsieh, 1922年 - 1979年）は、アメリカ合衆国の東アジア研究者。旧姓ではアリス・ラングリー・ダニング (Alice Langley Dunning) であり、国務省官僚を務めた。

## 生涯
ニューヨーク州ニューヨークのクイーンズ区カレッジポイントで誕生。ニューヨーク市立大学クイーンズ校で歴史学および国際関係論を学び、1943年に学士号を取得。1944年にクラーク大学で修士号を取得。1944年から1945年までスタンフォード大学に在籍し、歴史学およびアメリカ外交政策を研究。1946年から1949年までジョージ・ワシントン大学法科大学院に在籍し、法律を学修。カリフォルニア大学バークレー校で中国学を研究。
1945年6月30日、国務省に入省。1955年まで主に極東局で勤務。研究補佐官として配属され、1946年1月10日より部門補佐官。1947年2月9日より日本・朝鮮担当補佐官。1949年5月15日より国別専門官補佐官。1947年から1949年まで極東委員会アメリカ代表団委員。1951年、連合国最高司令官政治顧問特別補佐官として東京に駐在。
1955年から1958年までランド研究所で顧問として勤務。1958年から1969年まで同研究所で上級研究員として勤務し、共産中国の外交政策、軍事基本理念、核を含む軍事開発、内国の陸軍政党との関係、日中関係、その他の極東の安全保障問題を専門に扱った。
1969年、国防分析研究所に参加し、国際社会研究部の研究員として極東問題の研究を継続。深刻な病気により1971年から1973年まで行動不能となったが、後に限られた範囲内での活動が可能となった。1978年まで執筆活動、調査活動、資料蓄積活動を継続。1979年11月に死去。

## 著作物
- The Chinese genie: Peking's role in the nuclear test ban negotiations (1960)
- The significance of Chinese communist treatment of Khrushchevʼs January 14 speech on strategy (1960)
- Communist China's strategy in the nuclear era (1962)
- Communist China's military doctrine and strategy (1964)
- Foreword to the Japanese edition of Communist China's strategy in the nuclear era: implications of the Chinese nuclear detonations (1965)
- Review of The politics of the Chinese Red Army: edited by Chester Cheng, The Hoover Institute, 1966 (1966)
- The role of the military in Communist China's external policies: a study kit for the American Association of University Women (1966)
- Review of The Chinese Communist Army in action; the Korean War and its aftermath, by Alexander L. George: and The Chinese People's Liberation Army, by Samuel B. Griffith II (1967)
- Communist China's military policies and nuclear strategy (1967)
- Review of The role of the Chinese Army by John Gittings (1967)
- Communist China's military policies, doctrine, and strategy (1968)

## 備考
1. ↑  当時の国務省では専門・技術職の等級として P-1 から P-9 まであり、研究補佐官 (Research Assistant) は最も低い P-1 の等級にあたる。
2. ↑  等級 P-2
3. ↑  等級 P-3
4. ↑  等級 P-4